# Stephen Adams (Politiker)

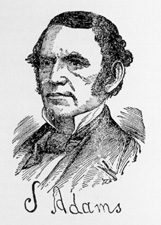
Stephen Adams

Stephen Adams (* 17. Oktober 1807 im Pendleton District, South Carolina; † 1. Mai 1857 in Memphis, Tennessee) war ein US-amerikanischer Politiker (Demokratische Partei), der den Bundesstaat Mississippi in beiden Kammern des Kongresses vertrat.

## Leben
Als kleiner Junge zog Stephen Adams im Jahr 1812 mit seinen Eltern nach Tennessee, wo sich die Familie im Franklin County ansiedelte. Er besuchte dort die öffentlichen Schulen, studierte Rechtswissenschaft und wurde 1829 in die Anwaltskammer aufgenommen. Im Tennessee begann seine politische Karriere mit der Mitgliedschaft im Staatssenat zwischen 1833 und 1834.
Im Jahr 1834 zog Adams nach Mississippi und eröffnete eine Kanzlei in Aberdeen. Von 1837 bis 1845 war er Richter am Kreisgericht, ehe er für die Demokraten ins Repräsentantenhaus der Vereinigten Staaten gewählt wurde, wo er vom 4. März 1845 bis zum 3. März 1847 verblieb. Danach kehrte er 1848 ans Kreisgericht zurück, war 1850 Abgeordneter im Repräsentantenhaus von Mississippi und nahm 1851 am Verfassungskonvent von Mississippi teil.
Nach dem Rücktritt von Jefferson Davis, dem späteren Präsidenten der Konföderierten Staaten, wurde Stephen Adams dessen Nachfolger im US-Senat. Diesem gehörte er vom 17. März 1852 bis zum 3. März 1857 an; während dieser Zeit war er unter anderem Vorsitzender des Committee on Retrenchment. Danach zog er nach Memphis, um wieder als Anwalt zu arbeiten, starb aber kurz nach seiner Ankunft. Er war Eigentümer von Sklaven.